# Tomáš Halík
Tomáš Halík (Praga, 1 de juny del 1948) és un eclesiàstic i professor txec, teòleg, filòsof, psicòleg i sociòleg de les religions.

## Biografia
Halík es va apropar al catolicisme als 18 anys, per la influència d'escriptors com G. K. Chesterton i Graham Greene. És titulat en Sociologia, Psicologia i Filosofia a la Universitat Carolina de Praga, llavors Txecoslovàquia, on va ser alumne de Jan Patočka. Es va traslladar breument a l'estranger per estudiar anglès a la Universitat de Gal·les, a Bangor, des d'on va viure la invasió soviètica del seu país, destinada a aixafar l'anomenada Primavera de Praga, a l'agost de 1968. Va tornar a Praga, on es va doctorar el 1972. El seu parlament durant l'acte de defensa de la seva tesi doctoral va ser considerat subversiu pel règim comunista. Fet que li comportà la prohibició d'ensenyar o tenir qualsevol activitat acadèmica. Va treballar com a psicoterapeuta per a la societat Chemoprojekt, de 1972 a 1975. Aconseguí ser professor de Psicologia del Treball a l'Institut del Ministeri de Treball, de 1975 a 1984.
Mentrestant, Tomáš Halík va estudiar clandestinament teologia a Praga. També clandestinament, el 21 d'agost de 1978, fou ordenat sacerdot a Erfurt, Alemanya Oriental.
Cursà el postgrau en Psicologia a l'Institut de Medicina de Praga el 1984. Es dedicà com a psicoterapeuta a atendre drogoaddictes i alcohòlics a la clínica especialitzada de la Universitat Carolina de Praga, des de 1984 fins a 1990. Durant la dècada de 1980 va estar actiu en dins l'Església malgrat les dificultats que aquesta tenia i va esdevenir un estret col·laborador del cardenal František Tomášek, abans de la caiguda del comunisme a l'Europa Oriental el 1989.
Abans de la Revolució de Vellut de 1989, forma part de la que s'ha anomenat " l'Església subterrània". Després d'aquesta revolució que portà la democràcia al seu país, va ser un dels assessors externs del president txec Václav Havel. El Papa Joan Pau II el va nomenar assessor del Consell Pontifici per al Diàleg amb els No-Creients el 1992. Es llicencià en Teologia per la Universitat Pontifícia Lateranense, de Roma, el 1992. El professor Halík s'incorporà Facultat de Sociologia de la seva Universitat Carolina de Praga el 1997. On és el cap del Departament d'Estudis Religiosos.
El doctor Tomáš Halík és rector de la parròquia universitària de Sant Salvador, a Praga, des de 1990,i president de l'Acadèmia Cristiana Txeca. El Papa Benet XVI el nomenà monsenyor, com a prelat honorífic del Papa, el 2008.
A partir de 1990 desplega una notable activitat acadèmica convidat a donar cursos i conferències en diverses universitats europees (Oxford, Cambridge, Londres, Viena, Salzburg, Roma, Berlín, Múnic, París, Lovaina, etc.); a Amèrica Llatina (Santiago de Xile, Buenos Aires); a l'Índia (Madràs, Bombai); als Estats Units (Harvard etc.); a Austràlia (Melbourne, Sydney); a Canada (Vancouver), a Àfrica (Johannesburg, Capetown). Va ser professor convidat a la Universitat de Nova York, l'any 2000; a la Universitat d'Oxford l'hivern de 2001 i a la Universitat de Cambridge l'hivern de 2003.
Les seves recerques i publicacions es concentren especialment en la filosofia i la sociologia de religió; en la relació entre religió, cultura i política i els qüestionaments de la identitat cultural europea. Abordant problemes com el racisme, la intolerància política i religiosa, el procés de secularització, així com el complex i dificultós procés d'expansió i integració europea. Ha promogut el diàleg interreligiós amb protestants, jueus, musulmans budistes i hinduistes.
Com a president de l'Acadèmia Cristiana Txeca, el març de 2022, encapçalà els representants de diverses confessions que han fet una crida al patriarca Ciril de l'Església Ortodoxa russa i als líders russos del judaisme, l'islam i d'altres religions a fer servir la seva influència per aturar la guerra a Ucraïna en nom dels amenaçats de mort i els expulsats de les seves cases.
Tomáš Halík és membre de diverses societats científiques, incloent la Societat Europea de Teologia Catòlica, la Societat Internacional per a la Psicologia de la Religió, i la Societat Txecoslovaca per a la Ciència i les Arts amb seu a Washington. El 1998 fou elegit membre de la Acadèmia Europea de les Ciències i les Arts.

## Reconeixements
El 1997 va rebre el Premi de les Arts de l'Acadèmia de Masaryk per les seves activitats creatives. El 2002 el Premi de Tolerància Humana d'Andrew Elias per “el servei destacat de propagació dels valors de tolerància i llibertat espiritual i intel·lectual”. L'any 2003 el Premi de Cardenal König. El 2009 el Premi de Romano Guardini. És Cavaller de l'Orde de Mèrit de la República de Polònia i Creu de l'Orde del Mèrit de la República Federal de Alemanya (2019).
L'any 2014 obté el premi Templeton per a "haver defensat el diàleg entre creients i ateus i haver ajudat al desenvolupament de la llibertat de culte en Txecoslovàquia durant la Normalització".
La Universitat d'Oxford li conferí el doctorat honoris causa per impulsar el diàleg entre persones de creences religioses diferents i pel foment del diàleg entre religions.

## Obres
Castellà
- Un proyecto de renovación espiritual. Madrid: Narcea. 1996.
- Paciencia con Dios: Cerca de los lejanos) [Vzdáleným nablízku]. Barcelona: Herder. 2014.
- Paradojas de la fe en tiempos postoptimistas) [Noc zpovědníka]. Barcelona: Herder. 2017.
- ¿Deshacerse de Dios? Cuando la fe y la increencia se abrazan. (amb col·laboració amb Anselm Grün) Bilbao: Sal Terrae, 2018.
- Quiero que seas: Sobre el Dios del amor. Herder, Barcelona 2018.

Anglès
- Patience with God: The Story of Zacchaeus Continuing in Us. Doubleday, New York–London-Toronto-Sydney-Auckland, 2009.
- Night of the Confessor: Christian Faith in an Age of Uncertainty. Doubleday/Image, New York–London-Toronto-Sydney-Auckland, 2012.
- I Want You to Be: On the God of Love. University of Notre Dame Press, Notre Dame, Indiana, 2016.
- From the Underground Church to Freedom. University of Notre Dame Press, Notre Dame, Indiana, 2019.
- Is Got absent? Faith, Atheism, and Our Search for Meaning. (A.Grün & T.Halík). Paulist Press 2019.

Txec
- O přítomnou církev a společnost (For Present Church and Society). Prague: Křesťanská akademie, 1992. (Essays from 1989-91.)
- Sedm úvah o službě nemocným a trpícím (Seven Meditations about Serving the Diseased and Suffering). Brno: Cesta, 1993.
- Víra a kultura (Faith And Culture). Prague: Zvon, 1995.
- Ptal jsem se cest (I Asked The Roads). Prague: Portál, 1997. (Interviews with Jan Jandourek.)
- Co je bez chvění, není pevné (There is No Firmness Without Trembling). Prague: Lidové noviny, 2002.
- Oslovit Zachea (Addressing Zacheus). Prague: Lidové noviny, 2003.
- Vzýván i nevzýván (Both Called And Not Called). Prague: Lidové noviny, 2004.
- Noc zpovědníka (Night of the confessor: Paradoxes of little faith in a post-optimistic era). Prague: Lidové noviny, 2005. (Published in English under the title "Night of the Confessor")
- Prolínání světů (Overlaps of worlds). Prague: Lidové noviny, 2006.
- Vzdáleným nablízku. (To the distant ones nearby: Fervour and patience in the encounter of faith and non-belief) Prague: Lidové noviny, 2007. (Published in English under the title "Patience with God")
- Dotkni se ran (Touch the wounds: A spirituality of concern). Prague: Lidové noviny, 2008.
- Stromu zbývá naděje (Hope remains for the tree: The crisis as opportunity). Prague: Lidové noviny, 2009.
- Divadlo pro anděly (A theatre for angels: Life as a religious experiment). Prague: Lidové noviny, 2010.
- Smířená různost (Reconciled difference). Prague: Portál, 2011. (Interviews with Tomasz Dostatni)
- Úvahy na prahu tisíciletí - Ranní zamyšlení na vlnách BBC (Reflections on the eve of the millennium -Morning reflections broadcast by BBC Czech service). Prague: Lidové noviny, 2011.
- Chci, abys byl (I want you to be: Post-religion Christianity). Prague: Lidové noviny, 2012.
- Žít s tajemstvím (Living with mystery). Prague: Lidové noviny, 2013.
- Žít v dialogu (Living in dialogue). Prague: Lidové noviny, 2014.
- Obnovíš tvář země (Texts 1988-1998). Prague: Lidové noviny, 2014.
- Svět bez Boha (A.Grün & T.Halík). Prague: Lidové noviny, 2017.
- To že byl život?. Prague: Lidové noviny, 2018.